# Eliot Muteba
Pedro Eliot Narciso Muteba (* 20. Juni 2003 in Dietersburg) ist ein deutsch-angolanischer Fußballspieler. Der 1,69 Meter große offensive Außenbahnspieler steht bei den Würzburger Kickers unter Vertrag.

## Sportlicher Werdegang
Muteba begann mit dem Vereinsfußball beim TuS 1860 Pfarrkirchen, den er 2017 in Richtung FC Ingolstadt 04 verließ. Hier spielte er ein Jahr im Nachwuchsbereich, ehe er zum 1. FC Nürnberg weiterzog. Hier rückte er im folgenden Jahr in die B-Junioren-Bundesligamannschaft auf, für die er in der aufgrund der Auswirkungen der COVID-19-Pandemie in Deutschland frühzeitig abgebrochenen Spielzeit 2019/20 20 Meisterschaftsspiele bestritt und dabei sechs Tore erzielte. In der folgenden Spielzeit lief er parallel zeitweise in der A-Junioren-Bundesliga auf, hier etablierte er sich in der Spielzeit 2021/22 im Kader. Auch hier stand er in allen Saisonspielen auf dem Platz und erzielte acht Saisontore, nur aufgrund der schlechteren Tordifferenz gegenüber den punktgleichen A-Junioren des FC Augsburg verpasste die von Andreas Wolf trainierte Mannschaft um Can Uzun, Leonardo Vonić, Seyhan Yigit und Nathaniel Brown den Staffelsieg und damit die Teilnahme an der Endrunde zur Deutschen Meisterschaft. Anschließend rückte er in die in der viertklassigen Regionalliga Bayern antretende Reservemannschaft auf, wo er in der Spielzeit 2022/23 vornehmlich als Einwechselspieler zum Einsatz kam und in der folgenden Spielzeit sich als Stammspieler etablierte. Nach zwölf Saisontoren bis zur Winterpause der Spielzeit 2023/24 hatte er höherklassig das Interesse geweckt.
Am Ende der Winterwechselperiode schloss sich Muteba am 1. Februar 2024 dem Drittligisten TSV 1860 München an, bei dem er als Perspektivspieler gedacht die Rückennummer 39 erhielt. Nachdem er in der Folge zunächst auf der Ersatzbank saß, kam er am 27. Spieltag der Drittligasaison 2023/24 beim 1:0-Auswärtserfolg beim SC Verl am 24. Februar durch einen kurz zuvor erzielten Treffer von Julian Guttau unter Trainer Argirios Giannikis in der letzten Viertelstunde als Einwechselspieler für Fynn Lakenmacher zu seinem Profidebüt. Nachdem die Mannschaft durch eine anschließende Niederlagenserie in Abstiegsgefahr geraten war, stand er bei seinem zweiten Ligaeinsatz am 6. April gegen Viktoria Köln in der Startelf, das Spiel endete mit einem 3:1-Heimsieg. Damit hatte er sich in die Startformation gespielt, ehe ihn eine Magen-Darm-Grippe ausbremste. Zu Beginn der folgenden Spielzeit saß er auf der Ersatzbank und kam unregelmäßig zu Spieleinsätzen als Einwechselspieler. Parallel spielte er zeitweise auch für die U-23-Mannschaft der 60er in der Südstaffel der fünftklassigen Bayernliga. Im Februar 2025 wurde er an den FV Illertissen verliehen. Im Sommer 2025 wechselte er zu den Würzburger Kickers.
Im Rahmen des COSAFA Cup 2024 absolvierte Eliot Muteba im Juli 2024 seine ersten Länderspiele für Angola. Sein Debüt feierte er beim 3:2 gegen die Seychellen. Angola gewann das Turnier durch einen 5:0-Finalsieg gegen Namibia.